# Hueso unguis
Hueso Unguis es un hueso par, situado en la cara media de cada cavidad orbitaria, entre el frontal y  el esteroides y la maxilar, es una lámina ósea, delgada e irregular.

## Descripción
Presenta dos caras y cuatro bordes:
1. Cara lateral. Se observa una cresta vertical: la cresta lagrimal que termina abajo por un proceso en forma de gancho, que forma parte del ostio superior del canal lacrimonasal.
2. Cara medial. Presenta un canal vertical que se corresponde con la cresta de la cara lateral; en la parte posterior se articula con el etmoides completando las células etmoidolacrimales. La parte anterior, rugosa, contribuye a formar la pared lateral de las cavidades nasales.

## Bordes
- Borde superior, se articula con el proceso orbitario interno del frontal
- Borde inferior, contribuye a formar el conducto nasal
- Borde anterior, se articula con el proceso frontal de la maxilla
- Borde posterior, se articula con la lámina orbitaria del etmoides

## Estructura
Está formado en su totalidad por tejido compacto

## Desarrollo
Se efectúa a partir de un solo punto que aparece en el tercer mes de la vida intrauterina.